# Abbaye de Neimënster

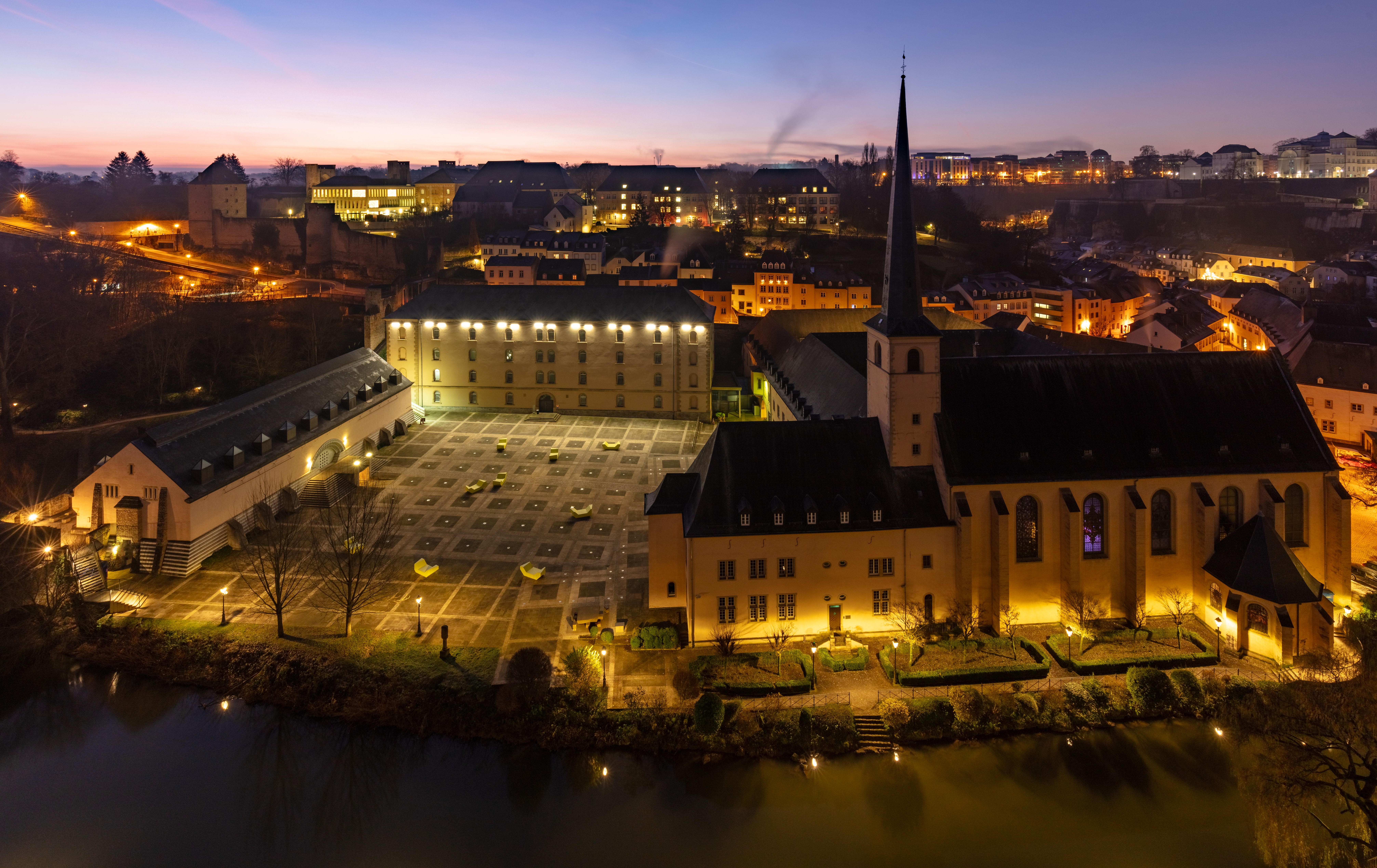
Vue nocturne

L'abbaye de Neimënster (dénommée abbaye de Neumünster jusqu'en 2014) est un ancien monastère de moines bénédictins sis dans le quartier de Grund à Luxembourg, au Grand-Duché de Luxembourg. Datant du XVIIe siècle, elle est reconstruite plusieurs fois et les moines chassés durant la période révolutionnaire française. Les bâtiments, affectés à divers services durant le XIXe siècle abritent depuis 1977 le Centre culturel de rencontre Abbaye de Neimënster (CCRN), un lieu public de rencontres et d'activités culturelles.

## Historique
À l'origine, l'abbaye bénédictine était bâtie sur le plateau de l'Altmünster. Elle est détruite en 1542 mais les moines construisent une nouvelle abbaye à Neumünster en 1606. Une nouvelle fois détruite par un incendie en 1684, elle est reconstruite en 1688 et agrandie en 1720.
Sécularisée après la Révolution française, elle sert de poste de police et de prison avant de devenir une caserne prussienne après la défaite de Napoléon en 1815. En 1867, les bâtiments servent de prison d'État,.

## Centre culturel de rencontre Abbaye de Neimënster
Depuis 1997, les bâtiments abritent le foyer de l'Institut européen des itinéraires culturels qui participe à la politique européenne pour la culture. Depuis décembre 2013 Ainhoa Achutegui est la directrice du Centre culturel de rencontre Abbaye de Neumünster. Le centre accueille des concerts, des expositions et des séminaires. À l'intérieur de l'abbaye le Cloître Lucien Wercollier abrite de manière permanente plusieurs œuvres qui proviennent de la collection privée du sculpteur.
Le 25 avril 2005, le traité d'adhésion de la  Bulgarie et de la Roumanie à l'Union européenne est signé dans l'abbaye. En 2014, l'abbaye change de nom et devient l'Abbaye de Neimënster. La cour de l'abbaye est utilisée pour des concerts en plein air l'été, ayant vu passer des artistes tel qu'alt-J, Iggy Pop, Kraftwerk, LCD Soundsystem, Massive Attack, MGMT, Phoenix, PJ Harvey, Röyksopp, Sigur Rós, Tears for Fears ou The Smile,.

## Source
- (en) Cet article est partiellement ou en totalité issu de l’article de Wikipédia en anglais intitulé « Neumünster Abbey » (voir la liste des auteurs).